# 비스커스 핑거
비스커스 핑거는 형태학상으로 다공성 물질 또는 헬레쇼 펌프 내의 두 유체 사이의 불안정한 접촉에 의해 생겨나는 패턴을 말한다. 이 현상은 점성이 낮은 유체를 주입하여 상대적으로 점성이 높은 유체를 밀어낼 때 나타난다. (그와 반대로, 더 점성이 높은 유체가 밀어낼 때는 접촉면은 안정하며 패턴이 형성되지 않는다.) 그것은 밀도가 큰 유체가 밀도가 작은 유체의 위에 있으면서 밀도가 다른 두 유체의 접촉면이 수평으로 분리되어 있을 때,  중력에 의해(인위적인 주입이 없이) 발생하기도 한다. 직사각형 형태 내에서 손가락 형태가 나타날 때까지(사프만-테일러의 손가락) 계가 발달한다. 원형의 계에서는 연속적으로 끝이 갈라지면서 손가락 모양을 형성하여 패턴을 발달시킨다.
비스커스 핑거는 당시 법칙의 각 유체의 벌크유동(본체 흐름) 과 표면 장력에 대한 계면에서의 경계 조건으로 수학적으로 설명할 수 있다.
대부분의 비스커스 핑거링에 관한 실험적 연구는 헬레쇼의 펌프로 수행되어 왔다. 가장 일반적인 두 가지 형태는 점성이 낮은 유체를 끝부분에서 주입하는 채널 형태, 점성이 낮은 유체를 가운데에 주입하는 원 형태이다. 비스커스 핑거링과 유사한 불안정성은 생물학적 시스템에서도 자연 발생할 수 있다.
비스커스 핑거링 문제를 위한 모의실험에는 경계적분법과 위상 필드 모델 등이 있다.

## 같이 보기
- 다르시의 법칙